# 芙蓉山 (宁乡市)

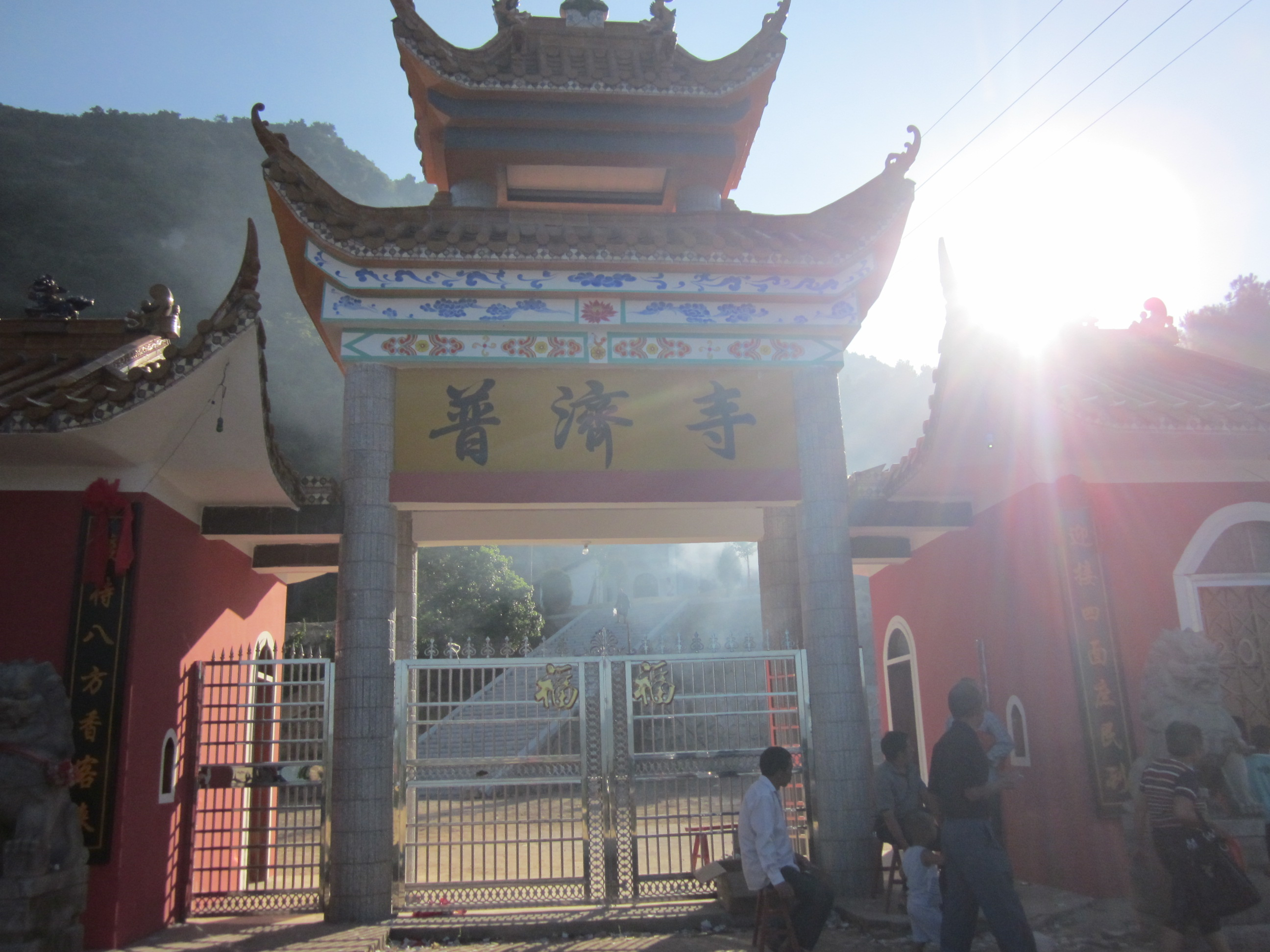
普济寺二佛地山门。

芙蓉山坐落在中国湖南省宁乡市西南边陲青山桥镇芙蓉村，山的一边是宁乡市境内，另一边是益阳市安化县境内，高达860米，山顶有著名禅宗沩仰宗寺庙普济寺。

## 文化

### 唐朝
唐朝诗人刘长卿被贬为隋州刺史的时候，在潭州游玩，曾在冬天大雪纷飞的时候在芙蓉山避雪，写了《逢雪宿芙蓉山主人》：
|  | 日暮苍山远， 天寒白屋贫。 柴门闻犬吠， 风雪夜归人。 |

### 宋朝
南宋理学家张栻曾在湖南长沙、宁乡讲学，曾游览芙蓉山，写了《芙蓉山》：
|  | 上头壁立起千寻， 下到群峰次第深。 兀兀篮舆自吟咏， 白云流水此时心。 |

### 明朝
明朝学者曹学佺《舆地名胜志》曾记录：
|  | 芙蓉山与大沩山自接，其中有芙蓉洞。 |

### 清朝
清朝诗人周俊煊游玩芙蓉山，写了《大芙蓉峰》：
|  | 高耸芙蓉一朵开， 巨灵掌上几时栽。 崖前得雨添新瀑， 石萼逢春长旧苔。 选胜应惊湘岸色， 登高莫作锦城猜。 托根何必华峰顶， 采得龙涎露几杯。 |